# 猪井善亮
猪井 善亮（いい ぜんすけ、1922年（大正11年）9月24日 - 1985年（昭和60年）3月9日）は、昭和時代の政治家。静岡県湖西市長。

## 経歴
静岡県出身。1938年（昭和13年）静岡県興誠商業学校卒業。同年3月、水野商店に勤め、その後、トヨタ自動車工業（現トヨタ自動車）に転じた。
1959年（昭和34年）湖西町経済課長となり、市制施行後、湖西市助役、同市消防長を務めた。1975年（昭和50年）4月に湖西市長に当選する。1983年（昭和58年）4月、3期目の当選後、選挙違反が発覚し逮捕、起訴され同10月に辞任。1985年（昭和60年）1月、最高裁で懲役2年、執行猶予5年が確定した。
在任中は、湖西青年会議所の設立、静岡県立湖西高等学校の開校、第2次湖西市総合計画などに尽くした。